# Страна эльфов
Страна Эльфов — пропагандистское клише и интернет-мем: метафора для некой фантастической страны, в которой все работает идеально. Фразы наподобие «Вы живете в Стране Эльфов» или «Ваш план сработает разве что только в Стране Эльфов» используются для критики чрезмерно оптимистичных, наивных и оторванных от реальности предложений, а также эскапизма.
Одним из первых это клише (по отношению к странам «золотого миллиарда») начал употреблять Максим Калашников в книге «Гнев орка» (2003). В середине 2000-х оно получило распространение в рунете благодаря публицистам охранительского толка, в первую очередь Дмитрию «Гоблину» Пучкову.
Слово «Wolkenkuckucksheim», впервые появившееся в начале XIX века в работах Артура Шопенгауэра (в том числе «Мир как воля и представление») — точный смысловой аналог «страны Эльфов» в немецком языке. Является буквальным переводом названия страны Тучекукуйщина (др.-греч. Νεφελοκοκκυγία) из комедии Аристофана «Птицы». Несмотря на распространённое мнение, что оно пришло в английский язык из немецкого только после Второй мировой войны через мемуары немецких военных, в англоязычной публицистике оно (в форме «cloud cuckoo land») начало встречаться уже в середине 1930-х гг.. Среди известных людей, употреблявших это словосочетание, — Маргарет Тэтчер и Пол Кругман.